# Rozkład brzegowy
Rozkład brzegowy – pojęcie z teorii prawdopodobieństwa i statystyki opisujące rozkład prawdopodobieństwa jednej lub kilku zmiennych losowych (podzbioru zmiennych losowych) w przypadku, gdy mamy do czynienia z wielowymiarowym łącznym rozkładem prawdopodobieństwa. Innymi słowy, jest to rozkład jednej lub kilku zmiennych losowej uzyskany przez „pominięcie” innych zmiennych w analizie. 

## Przykłady
Rozkład brzegowy pojedynczej zmiennej uzyskuje się przez zsumowanie (dla zmiennych dyskretnych) lub scałkowanie (dla zmiennych ciągłych) rozkładu łącznego względem pozostałych zmiennych.
Jeśli mamy dwie ciągłe zmienne losowe X i Y, których łączny rozkład opisuje funkcja gęstości {\displaystyle f_{XY}(x,y)}, to rozkład brzegowy X można obliczyć przez scałkowanie Y z łącznego rozkładu:
Parser nie mógł rozpoznać (SVG (MathML może zostać włączone przez wtyczkę w przeglądarce): Nieprawidłowa odpowiedź („Math extension cannot connect to Restbase.”) z serwera „http://localhost:6011/pl.wikipedia.org/v1/”:): {\displaystyle f_X(x) = \int_{-\infty}^{\infty}f_{XY}(x,y)dy}
.
Analogicznie, rozkład brzegowy Y to
{\displaystyle f_{Y}(y)=\int _{-\infty }^{\infty }f_{XY}(x,y)dx}
W przypadku dwóch dyskretnych zmiennych losowych A i B o łącznej funkcji masy prawdopodobieństwa {\displaystyle P_{AB}} rozkłady brzegowe to:
{\displaystyle P_{A}(a_{i})=\sum _{j}P_{AB}(A=a_{i},B=b_{j})}
{\displaystyle P_{B}(b_{j})=\sum _{i}P_{AB}(A=a_{i},B=b_{j})}

## Rozkład brzegowy zbiorowości
W przypadku zbiorowości (danych empirycznych) przy wyznaczaniu rozkładu brzegowego bierze się niekiedy pod uwagę liczność zamiast prawdopodobieństwa.
Na przykład weźmy pod uwagę zbiorowość (X, Y), przy czym liczbę jej elementów równych (i, j) oznaczamy nij. Wtedy rozkład brzegowy zmiennej X przyjmie postać
{\displaystyle n_{i}=\sum _{j}n_{ij}.}